# The Saints Are Coming
Este artigo é sobre a canção de The Skids. Para o álbum greatest hits, veja The Saints Are Coming: The Best of the Skids.
"The Saints Are Coming" foi o terceiro single da banda punk rock escocesa The Skids, caracterizado em seu álbum de estréia de 1979, Scared to Dance. A canção se tornou um sucesso internacional em #1 lugar em 2006 na versão das bandas irlandesa e estadunidense, U2 e Green Day, respectivamente. Ela foi cover novamente em 2008 por Von Thronstahl.

## Versão original de Skids
Skids lançou a música como seu segundo single de seu álbum de estréia Scared to Dance, lançado em 1978. O single foi lançado como parte EP de quatro faixas, Wide Open, que também contou com A-side e B-side. A canção foi apresentada por Richard Jobson a cantar de um homem enfrentando um tempo difícil e temores pessoais, alcançando a #48 posição no UK Singles Charts na semana que terminou em 18 de novembro de 1978. A letra da canção foi escrita por Richard Jobson com a música de Stuart Adamson, que mais tarde passou a formar a banda Big Country. Tal como acontece com o single na sequência da banda, "Into the Vale", é cantada por fãs do Dunfermline Athletic F.C..
Nos últimos anos, a canção tornou-se uma escolha cada vez mais popular do hino para os fãs do Southampton F.C. (aka. The Saints). A faixa é tocada para apresentar a equipe em campo e o início dos comentários na rádio local.
A canção foi usada no trailer The Boondock Saints II: All Saints Day, a continuação antecipada para o clássico cult de 1999, The Boondock Saints, bem como os créditos do filme. A canção é considerada um divisor de àguas para o que entendemos como Rock Clássico e Rock Moderno.

### Lista de faixas deWide Open
Lista de músicas para od EP single de 1978, Wide Open, que apresenta "The Saints Are Coming".
| A-side |                         |         |  |
| N.º    | Título                  | Duração |  |
| 1.     | "The Saints Are Coming" | 2:37    |  |
| 2.     | "Of One Skin"           | 2:28    |  |

| B-side |                 |         |  |
| N.º    | Título          | Duração |  |
| 3.     | "Night and Day" | 2:35    |  |
| 4.     | "Contusion"     | 2:42    |  |

### Pessoal
| The Skids - Richard Jobson — Vocais, guitarra - Stuart Adamson — Guitarra, vocal - William Simpson — Baixo, vocal - Thomas Kellichan — Bateria | Com - Chris Jenkins — Guitarra - David Batchelor — Teclados |

## Versão cover de U2 e Green Day
A letra da canção é sobre as tempestades e as enchentes que voltou à tona após os eventos do Furacão Katrina. Em setembro de 2006, foi anunciado que Green Day e U2 foram gravar uma versão cover da música para fins de caridade.

### Lançamento
Para concluir coincidir com o U2 e Green Day a gravação da canção, as duas bandas executaram uma performance ao vivo durante o Monday Night Football Pregame show do jogo do New Orleans Saints versus Atlanta Falcons em 25 de setembro de 2006. Este foi o primeiro jogo da Louisiana Superdome, uma vez que foi fortemente danificada pelo Furacão Katrina, em agosto de 2005. A performance ao vivo da canção foi posteriormente vendida online para beneficiar o Music Rising, uma organização de caridade criada pelo guitarrista do U2, The Edge, a fim de trazer instrumentos e programas de músicas de volta para Nova Orleães.
No conjunto de quatro músicas, U2 e Green Day apresentaram "Wake Me Up When September Ends", seguido de uma mistura do folk "House of the Rising Sun" (canção popular americana), "The Saints Are Coming" do Skids, e "Beautiful Day" do U2 como uma banda de 7 peças, aumentada por Rebirth Brass Band, a banda metal New Birth Brass Band, Troy Andrews, e Big Sam Williams. As letras de todas as 4 músicas foram personalizados pelos cantores Billie Joe Armstrong e Bono, para comemorar as provações, tribulações, e sucessos que a cidade enfrentou ao longo do ano passado. Foi pontuado com lotação esgotada de 68.000 fãs da primeira Louisiana Superdome em sua história de 31 anos, o New Orleans Saints venceu o Atlanta Falcons de 23-3. Desde então, a música foi tocada nos jogos na casa do Saints antes de tomar o campo. A versão ao vivo de "The Saints Are Coming" foi imediatamente disponível para compra do download em Real Rhapsody.
A versão de estúdio da canção foi lançada para download digital em 30 de outubro de 2006, e lançado como CD single em 6 de novembro de 2006. A canção também aparece na coletânea musical do U2, U218 Singles, que foi lançado em 20 de novembro de 2006. A música foi tocada pela primeira vez pelo U2 sozinho na quarta etapa da tunrê Vertigo Tour, em Brisbane na Austrália, em 7 de novembro de 2006. O único desempenho desta canção relaizada pelo Green Day sozinho, foi quando o vocalista Billie Joe Armstrong anunciou as linhas da canção sobre o solo de baixo do hit do single da banda, "Holiday", durante algumas apresentações da turnê 21st Century Breakdown World Tour, no verão de 2010.

#### Vídeo da música
O vídeo da música "The Saints Are Coming", foi dirigido por Chris Milk, e foi lançado no YouTube em 27 de outubro de 2006. O vídeo da canção mostra as duas bandas tocando o estúdio Abbey Road e no Lousiana Superdome (embora as imagens da performance ao vivo no Superdome foi sobreposta com a versão de estúdio da canção), misturados com imagens de noticiários do deslocamento dos moradores após o Furacão Katrina em Nova Orleães. A segunda metade do vídeo mostra uma história alternativa em que George W. Bush reimplanta tropas e veículos do Iraque para Nova Orleães para ajudar as vítimas do furacão, com os militares cumprindo o papel titular de "saints" ("santos"). De acordo com Chris Milk, isso foi feito para "fazer um comentário sobre o desastre do Katrina ... do ponto de vista de como as coisas podem e devem ser feitas no futuro". O vídeo termina com veículos de apoio militar desaparecendo com a câmera se movendo com uma placa dizendo: "Não é como visto na TV", aludindo à resposta criticado ao Katrina e ao mesmo tempo parodiando o engano da mídia na cobertura do resgate. O vídeo teve mais de 2 milhões de visualizações no YouTube, cinco dias após o upload inicial.

#### Recepção
O single ganhou um Grammy para "Melhor Performance de Rock por um Duo ou Grupo com Vocais". Billie Joe cantou a música com o U2 no Havaí, no final da turnê Vertigo Tour.

## Usos
No esporte, foi usado na liga rugby nas partidas do St. George Illawarra Dragons, como canto de entrada nos jogos em casa. Também foi utilizado pela equipe holandesa de futebol FC Twente, depois de marcar um gol. Também usado como entrada para a música The Dubuque Fighting Saints of the United States Hockey League.
O ex-Premier League clube de futebol Southampton F.C., que são apelidados de "The Saints", adotaram a música para o uso dela quando a sua equipe entrasse no campo antes de começar o jogo. A canção tornou-se uma marca para o clube, principalmente no Football League Trophy Final de 2010, onde foi cantada por 55 mil fãs do time antes do jogo.

## Lista de faixas
1. "The Saints Are Coming" – 3:22
2. "The Saints Are Coming" (Live from New Orleans) – 3:27

## Paradas e posições
| País/Paradas (2006)                      | Melhor posição |
| ---------------------------------------- | -------------- |
| Alemanha (Media Control Charts)          | 6              |
| Austrália (ARIA Charts)                  | 1              |
| Áustria (Ö3 Austria Top 40)              | 3              |
| Bélgica (Ultratop 50 Flanders)           | 2              |
| Bélgica (Ultratop 40 Valônia)            | 12             |
| Canadá (Hot Canadian Digital Singles)    | 1              |
| Dinamarca (Hitlisten)                    | 1              |
| Espanha (PROMUSICAE)                     | 1              |
| Estados Unidos (Billboard Digital Songs) | 27             |
| Finlândia (Suomen virallinen lista)      | 8              |
| França (SNEP)                            | 44             |
| Hungria (MAHASZ)                         | 1              |
| Irlanda (IRMA)                           | 1              |
| Itália (FIMI)                            | 1              |
| Japão (Oricon)                           | 25             |
| Noruega (VG-lista)                       | 1              |
| Nova Zelândia (RIANZ)                    | 1              |
| Países Baixos (MegaCharts)               | 1              |
| Reino Unido (UK Singles Chart)           | 2              |
| Suécia (Sverigetopplistan)               | 4              |
| Suíça (Schweizer Hitparade)              | 1              |

| País/Paradas (2007)                  | Melhor posição |
| ------------------------------------ | -------------- |
| Austrália (ARIA Charts)              | 61             |
| Austrália (Top 100 Physical Singles) | 92             |